# Сорокін Павло Васильович
Павло́ Васи́льович Соро́кін (1919—1943) — лейтенант РА, учасник нацистсько-радянської війни, Герой Радянського Союзу.

## Життєпис
Народився 1919 року в селі Ржавка сучасного Новосергієвського району Оренбурзької області (за іншими даними — Кадиківка Наровчатського району Пензенської області) у селянській родині.
Закінчив 8 класів, працював продавцем, згодом бухгалтером. 1938 року призваний до РА.
1941 року зарахований до танкової школи в місті Чирчик. Від січня 1942 року перебував на фронті.
Брав участь у боях в складі Західного, Воронезького, Степового, Другого Українського фронтів, обороняв Москву та Воронеж.
Командир взводу 1438-го самохідного артилерійського полку 18-го танкового корпусу, 5-та гвардійська танкова армія.
31 жовтня 1943 року біля села Недайвода Криворізького району відбувався запеклий бій за переправи через річку Інгулець, з розрахунку гармати лишилися навідник Олександр Рорат та лейтенант Павло Сорокін — командир САУ. Згідно радянських донесень, їм протистояли 26 танків та самохідних гармат «Фердінанд». Два червоноармійці зуміли підбити під час маневрування 2 танки, 1 САУ та 3 автомобілі з піхотою. Згодом вдалося ще 2 танки й САУ, однак противник зумів прорватися на насип.
В подальшому бою загинув лейтенант Сорокін, був виведений з ладу підйомний механізм. Олександр Рорат повів САУ, що вже палала, на таран.
Похований в братській могилі села Недайвода Криворізького району.

## Нагороди
- Герой Радянського Союзу (17.4.1944, посмертно)
- орден Леніна (17.4.1944, посмертно)
- в Наровчаті встановлено бюст Павла Сорокіна.